# Podosphaera oxyacanthae f. cydoniae
Podosphaera oxyacanthae f. cydoniae là một loài Ascomycetes trong họ Erysiphaceae. Loài này được Jacz. miêu tả khoa học đầu tiên năm.
Đây là loài gây hại phát triển phổ biến ở Uzbekistan.